# Catcott
Catcott – wieś w Anglii, w hrabstwie Somerset, w dystrykcie (unitary authority) Somerset. Leży 39 km na południowy zachód od miasta Bristol i 195 km na zachód od Londynu. W 2001 miejscowość liczyła 517 mieszkańców.